# Новинџер (Мисури)
Новинџер (енгл. Novinger) град је у америчкој савезној држави Мисури.

## Демографија
По попису из 2010. године број становника је 456, што је 78 (-14,6%) становника мање него 2000. године.
| Група             | 2000.       | 2010.       |
| Белци             | 522 (97,8%) | 450 (98,7%) |
| Афроамериканци    | 0 (0,0%)    | 0 (0,0%)    |
| Азијати           | 0 (0,0%)    | 0 (0,0%)    |
| Хиспаноамериканци | 8 (1,5%)    | 1 (0,2%)    |
| Укупно            | 534         | 456         |